# Banda Dinamitera Efraín Plaza Olmedo
La Banda Dinamitera Efraín Plaza Olmedo (BDEPO, conocido como Pandilla Dinamitera) fue una guerrilla urbana activa en el área metropolitana de Santiago de Chile, y conocida por sus atentados en contra de bancos y del Hotel Marriott Santiago de Chile. El nombre de Efraín Plaza Olmedo se refiere a un anarquista chileno responsable de un tiroteo que el 14 de julio de 1912 disparó a una multitud en pleno centro de Santiago, matando a 2 jóvenes de clase acomodada. Justificó su atentado como “una forma de llamar la atención del pueblo por su miseria y el egoísmo de la burguesía”. Fue condenado a 40 años de presidio. Fue liberado en 1925, siendo encontrado muerto días más tarde sin saberse si se trató de un suicidio o fue asesinado.

## Historia
La Banda Dinamitera Efraín Plaza Olmedo fue uno de varias células anarquistas que se crearon a finales de la década de los 2000´s, donde comúnmente atacaban sus objetivos con extintores rellenos de pólvora o cualquier explosivo de mediano poder. Alrededor de dos tercios de las bombas detonaron, con el resto desactivado. Los objetivos incluyeron bancos (aproximadamente un tercio de las bombas), estaciones de policía, cuarteles del ejército, iglesias, embajadas, la sede de partidos políticos, oficinas de empresas, juzgados y edificios gubernamentales. Las bombas detonaban principalmente por la noche, y rara vez hubo heridos entre los transeúntes, ninguno de ellos grave. La única víctima mortal fue un joven anarquista, Mauricio Morales, quien murió el 22 de mayo de 2009 por una bomba que llevaba.

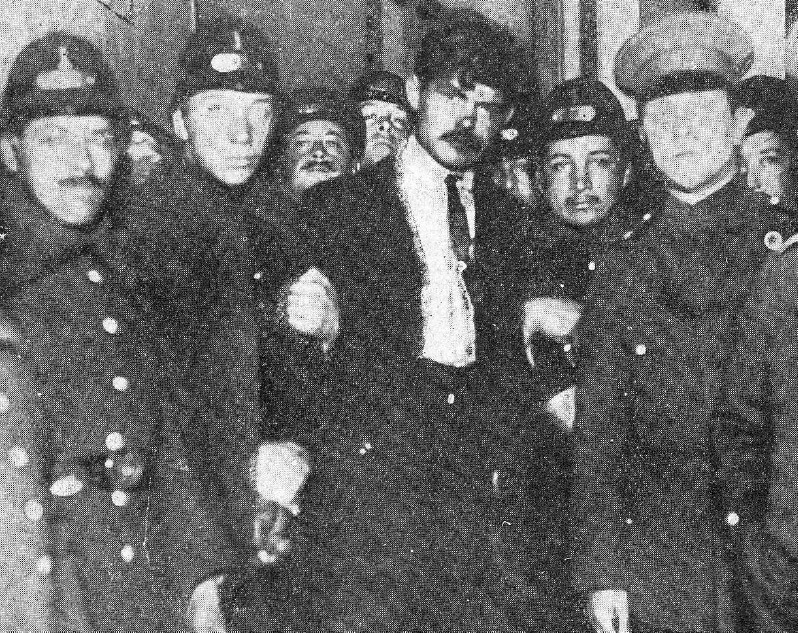
Fotografía de Efraín Plaza Olmedo siendo arrestado, el grupo tomo inspiración en sus acciones y su ideario

En 2011, otro anarquista, Luciano Pitronello, resultó gravemente herido por una bomba que estaba plantando. Alrededor de 80 grupos diferentes se atribuyeron la responsabilidad de los ataques. Las autoridades no sabían si estaban tratando con un grupo que cambia continuamente su nombre o con muchas células separadas. Algunos grupos se nombraron a sí mismos como antiguos anarquistas en todo el mundo, incluidos León Czolgosz, (quien asesinó al presidente de los Estados Unidos William McKinley en 1901), y Jean-Marc Rouillan, líder del grupo Acción directa. "Los amigos de la pólvora" también se han registrado.

## Ataques más relevantes
En la madrugada del 3 de noviembre del 2009 un explosivo improvisado detono en frente del Hotel Marriott Santiago de Chile, en la comuna de Las Condes, Santiago detonando y causando daños materiales y un guardia levemente herido. Las autoridades mencionaron que la bomba fue fabricada de forma “profesional”, además de que el atentado fuese realizando en una de las comunas más prosperas de Santiago. El grupo clamó responsabilidad del ataque, justificando su desacuerdo con el Neoliberalismo y la desigualdad social en Chile y llamando a los dueños de la cadena hotelera como "defensores y administradores de este orden de hambre y esclavitud que ha terminado".
El 22 de noviembre del mismo año se registró una explosión en el frontis de la sucursal del banco BBVA, ubicada en avenida Cuarto Centenario frente a la Rotonda Atenas esto en la comuna Las Condes, dejando únicamente daños materiales. En el lugar se encontraron unos guantes quirúrgicos dejados presumiblemente por quien colocó la bomba en uno de sus baños. El Laboratorio de Carabineros (Labocar) encontró de los guantes con gotas de sudor y tras compararse el ADN con otros detenidos, no hubo ninguna coincidencia.
El 15 de enero del 2010 un artefacto explosivo detono dentro de una tienda Falabella localizada en la Plaza de Armas de Santiago, dejando daños materiales y tres personas levemente heridas (entre ellos un menor de edad), además de que ningún grupo clamó responsabilidad del atentado. 
Un mes después el grupo saco un comunicado "criticando" el atentado mencionando que la tacho de "poco clara e inentendible" ya que aseguran que afectó a civiles y que ellos no son el objetivo principal del movimiento libertario, apuntando más a "centros de poder" y edificios gubernamentales. El grupo también mostró solidaridad con el arresto de militantes anarquistas durante agosto del 2010 y el arresto de Luciano Pitronello y cinco militantes más.
En enero del 2012, bajo el nombre de "Célula Incendiaria Éfrain Plaza Olmedo",  el grupo se adjudicó un ataque contra una automotora, esto en el centro de Chillán, dejando únicamente daños materiales, y panfletos donde se muestra apoyo a la causa mapuche y el encarcelamiento de otros anarquistas detenidos el año anterior. Semanas después, el 20 de marzo del mismo año la célula clamo responsabilidad de un ataque incendiario contra un cajero automático perteneciente a Banco de Chile, en la ciudad de Chillán, ocasionando únicamente daños materiales.